# Levin (Nieuw-Zeeland)
Levin is een stad in de Manawatu-Wanganui regio in Nieuw-Zeeland, het is de grootste plaats in het Horowhenua district, 90 kilometer ten noorden van Wellington.
De plaats is in 1906 gesticht en vernoemd naar William Hort Levin, een directeur van de lokale spoorwegmaatschappij.
Twee kilometer ten westen van Levin ligt het Horowhenuameer.

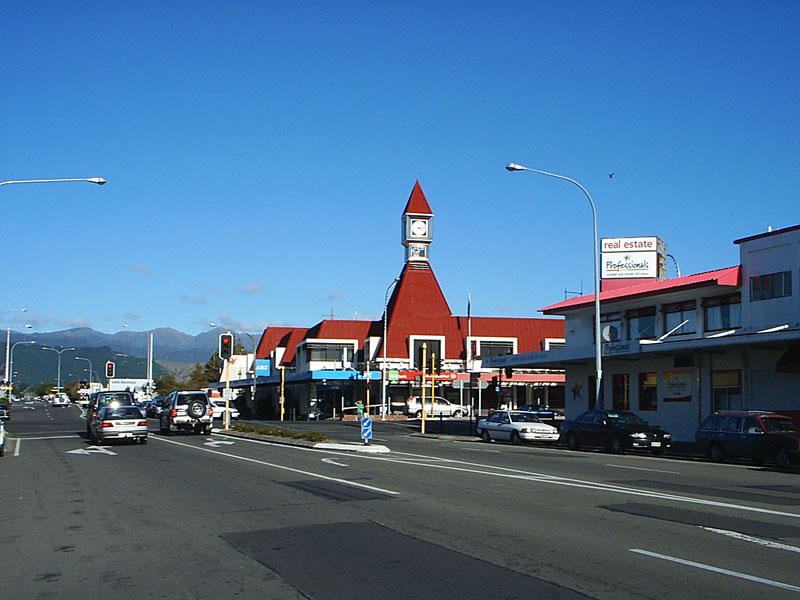
Hoek Queen Street-Oxford Street